# Хэнель, Густав Фридрих
Густав Фридрих Хэнель (5 октября 1792, Лейпциг — 18 октября 1878) — германский учёный-юрист, историк права, переводчик юридических памятников с мёртвых языков. Основной областью его научных интересов был поиск источников римского права.
Окончил Лейпцигский университет, в 1817 году габилитировался, в 1821 году получил должность экстраординарного профессора. В том же году отправился в семилетнее путешествие по Италии, Швейцарии, Франции, Испании, Португалии, Англии и Нидерландам; в каждой из этих стран он работал в крупнейших библиотеках в поисках древних источников по римскому праву, опубликовав по результатам работы несколько сочинений. В 1838 году стал ординарным профессором и тайным советником. Состоял членом Саксонской академии наук, с 1857 по 1864 год был депутатом Первой палаты саксонского парламента.
Его племянником был политик Альберт Генель.

## Главные публикации
- «Catalogi librorum manuscriptorum qui in bibliothecis Galliae… asservantur» (1829);
- «Dissensiones dominorum ecc.» (1834); «Antiqua summaria Codicis Theodosiani» (1834);
- «Incerti auctoris ordo iudiciorum» (1834); «Codicis Gregoriani et Cod. Hermogeniani fragmenta» (1837);
- «Codex Theodosianus» (1837—1842); «Novellae Constitutiones, ecc.» (1844); «Lex Romana Visigothorum» (1849);
- «Corpus legum ab imperatoribus ante Iustinianum latarum» (1857—1860).